# پادریگ آموند
پادریگ آموند (انگلیسی: Pádraig Amond؛ زادهٔ ۱۵ آوریل ۱۹۸۸) بازیکن فوتبال اهل جمهوری ایرلند است.
از باشگاه‌هایی که در آن بازی کرده‌است می‌توان به باشگاه فوتبال اسلایگو راورز، باشگاه فوتبال پاسوژ د فریرا، باشگاه فوتبال شامروک روورز، باشگاه فوتبال نیوپورت کانتی، باشگاه فوتبال گریمزبی تاون، باشگاه فوتبال مورکم، و باشگاه فوتبال آکرینگتون استنلی اشاره کرد.
وی همچنین در تیم ملی فوتبال زیر ۲۱ سال جمهوری ایرلند بازی کرده‌است.